# 大學運動會亭樓
亞伯達大學大學運動會亭樓（英文：Universiade Pavilion）或暱稱為奶油館（Butterdome）是一個位於加拿大亞伯達省愛德蒙頓大學區內為1983年夏季世界大學運動會所建，可容納5500人的多功能體育館。
此建築官方名稱自世界大學運動會舉辦至今保持其名為「大學運動會亭樓」。但因其特殊的外型和鮮豔的黃色塗漆酷似奶油條，此建物一般被稱作「奶油館」。
该体育馆的设施包括：
- 6道200米室内橡胶跑道（10道60米短跑直道）
- 4个篮球/排球/网球场
- 4个羽毛球场
- 跳远和撑杆跳
- 摔跤室

该设施还举办室内足球、平地棒球和曲棍球比赛。

## 外部連結
- 360° Virtual Tour （页面存档备份，存于）
- University of Alberta Athletics （页面存档备份，存于）

Template:愛德蒙頓景點
53°31′24″N 113°31′41″W / 53.52333°N 113.52806°W